# یواس‌اس کوگلان (دی‌دی-۳۲۶)
یواس‌اس کوگلان (دی‌دی-۳۲۶) (به انگلیسی: USS Coghlan (DD-326)) یک کشتی بود که طول آن ۹۵٫۸۳ متر (۳۱۴٫۴ فوت) بود. این کشتی در سال ۱۹۲۰ ساخته شد.